# Kroatische Korrespondent
Kroatische Korrespondent su bile novine na njemačkom jeziku koje su izlazile u Zagrebu.
Počele su izlaziti 1789. godine.
Pokrenuo ih je austrijski tiskar, knjižar i nakladnik Johann Thomas von Trattner.

## Vanjske poveznice
- Culturenet 'Kraglski Dalmatin' prve novine na hrvatskom jeziku
- HRT  Arhivirana inačica izvorne stranice od 5. ožujka 2016. (Wayback Machine) Kultura